# 圖書館利用教育
圖書館利用教育（又名圖書館利用指導），是圖書館為了幫助讀者使用圖書館所提供的各種服務，以及各種不同類型的館藏資料，所特有的推廣活動。透過圖書館自行制定一套完整的規則與計畫，包括了對館藏資料的性質及存放種類的初步認識、參考工具書的利用，以及資訊素養的能力培養，幫助讀者認識各種不同資源，提高館藏的使用率，並塑造一知識提供者的角色。
透過圖書館利用教育，讀者可以明瞭到資訊在生活的重要性，並注意到生活的應用。同時，培養讀者自行資訊檢索的能力，也有助於圖書館員業務負荷的降低，進而將時間利用在提供更好的服務。此外，透過利用教育的過程，有助圖書館員專業形象的塑造，及圖書館地位的提升。

## 實施方式
圖書館利用教育有以下幾種方式：參觀及導覽服務、播放相關主題之視聽媒體、研習會(講習、專題演講、展覽)、圖書館手冊或指標說明、資訊檢索的利用指導等。